# Theo-Ben Gurirab
Theo-Ben Gurirab, né le 23 janvier 1938 à Usakos (Sud-Ouest africain) et mort le 14 juillet 2018 à Windhoek (Namibie), est un homme d'État namibien, membre de l'Organisation du peuple du Sud-Ouest africain (SWAPO).
Il est Premier ministre de Namibie de 2002 à 2005 puis président de l'Assemblée nationale de 2005 à 2015.

## Biographie

### Jeunesse et exil
Né dans la région d'Erongo, Theo-Ben Gurirab vit en exil de 1962 à 1989, période pendant laquelle il est le représentant adjoint de la SWAPO auprès des Nations unies et les États-Unis de 1964 à 1972, avant d'occuper la direction de la mission de la SWAPO aux Nations unies de 1972 à 1986. Il est enfin secrétaire de la SWAPO pour les Affaires étrangères entre 1986 et 1990.

### Ministre
En novembre 1989, Theo-Ben Gurirab est élu sur la liste de la SWAPO comme membre de l'Assemblée constituante, qui devient en 1990 l'Assemblée nationale. Il est ministre des Affaires étrangères du 21 mars 1990 au 27 août 2002, date à laquelle il est nommé Premier ministre par le président Sam Nujoma en remplacement d'Hage Geingob.
le 14 septembre 1999, il est élu président de la 54e Assemblée générale des Nations unies, poste qu'il occupe jusqu'en septembre 2000.
Lors de l'élection au comité central de la SWAPO en août 2002, il obtient le sixième score en nombre de votes. Lors des élections au comité central en novembre 2007, il est de nouveau parmi les membres du parti les mieux élus.

### Président de l'Assemblée nationale
Après les élections générales de 2004, Theo-Ben Gurirab est élu président de l'Assemblée nationale le 20 mars 2005,.
D'avril 2009 à 2010, il est le président de l'Union interparlementaire, l'organisation mondiale des parlements des États souverains
En novembre 2009, la SWAPO gagne de nouveau largement les élections législatives. Gurirab est réélu à l'Assemblée nationale et à son poste de président le 19 mars 2010 et déclare à cette occasion : « Étant l'un des auteurs de la constitution, l'un des plus anciens responsables du pays encore en activité et l'un des fondateurs de la République, je sais que la constitution fournit une très haute vision pour la Namibie, ainsi qu'une promesse d'unité nationale, de réconciliation, de démocratie, d'État de droit, de dignité humaine, d'émancipation socio-économique et d'engagement à protéger les acquis de notre long et amer combat pour la libération et l'indépendance ».

### Mort
Theo-Ben Gurirab est mort le 14 juillet 2018 à l'hôpital de Windhoek.